# Эрдэнэцогт
Эрдэнэцогт (рус. Драгоценный пламенный) — сомон аймака Баянхонгор в Южной Монголии, площадь которого составляет 4 100 км². Численность населения по данным 2006 года составила 4 235 человек.